# Власов Василь Якович
Василь Якович Власов (31 грудня 1896, село Большиє Рябінки Рославльського повіту або місто Рославль Смоленської губернії, тепер Смоленської області, Республіка Білорусь — 23 лютого 1957, місто Мінськ, тепер Республіка Білорусь) — білоруський радянський діяч, секретар ЦК КП(б) Білорусії із паливно-енергетичної промисловості, міністр місцевої паливної промисловості Білоруської РСР. Депутат Верховної ради Білоруської РСР у 1951—1955 роках.

## Життєпис
З 1919 до 1922 року служив у Червоній армії, брав участь у радянсько-польській війні на Західному фронті.
Член ВКП(б) з 1920 року.
З 1922 до 1931 року перебував на партійній роботі в Смоленській губернії (Західній області) РРФСР.
У 1933 році закінчив Вищий комуністичний сільськогосподарський університет імені Свердлова.
З 1933 року працював у Білоруській СРР.
На 1938 рік — 1-й секретар Ворошиловського районного комітету КП(б) Білорусії міста Мінська.
26 березня 1941 — 26 серпня 1943 року — секретар ЦК КП(б) Білорусії із паливно-енергетичної промисловості.
З липня 1941 року — в Червоній армії, учасник німецько-радянської війни. У жовтні 1941 року — член Військової ради 20-ї армії РСЧА. З 1942 до 1945 року був членом Військової ради 5-ї ударної армії.
У 1946—1954 роках — міністр місцевої паливної промисловості Білоруської РСР.
У 1954—1957 роках — заступник міністра автомобільного транспорту Білоруської РСР.
Помер 23 лютого 1957 року, похований на Військовому цвинтарі в Мінську.

## Звання
- бригадний комісар
- полковник інтендантської служби

## Нагороди
- два ордени Леніна (29.05.1945, 30.12.1948)
- орден Червоного Прапора (13.09.1944)
- орден Богдана Хмельницького І ст. (6.04.1945)
- орден Вітчизняної війни І ст.(3.06.1944)
- орден Вітчизняної війни ІІ ст. (1.04.1943)
- орден Червоної Зірки (17.09.1943)
- Хрест Грюнвальда (Польща) (1946)
- медаль «За трудову доблесть»
- медаль «За визволення Варшави» (1945)
- медаль «За взяття Берліна» (1945)
- медаль «За перемогу над Німеччиною у Великій Вітчизняній війні 1941—1945 рр.» (1945)
- медаль «За Варшаву 1939-1945» (Польща)
- медаль «За Одру, Нису і Балтику» (Польща)
- медалі